# Rhenzy Feliz
Rhenzy Feliz (ur. 26 października 1997 w Nowym Jorku) – amerykański aktor. W latach 2017–2019 grał Alexa Wildera w serialu Runaways. Wystąpił między innymi w filmach: Nasze magiczne Encanto (2021) i Bar dobrych ludzi (2021).

## Życiorys
Rhenzy Feliz urodził się 26 października 1997 roku na Bronksie w Nowym Jorku. Jego rodzina pochodzi z Dominikany. Jako dziecko często się przeprowadzał. Mieszkał z matką między innymi na Florydzie, a kiedy jego matka powtórnie wyszła za mąż przenieśli się do Los Angeles. Tam uczył się w Santa Monica High School, gdzie zainteresował się aktorstwem. 
W lutym 2017 roku otrzymał jedną z głównych ról w serialu Runaways, w którym zagrał Alexa Wildera. W 2021 roku użyczył głosu w animacji Nasze magiczne Encanto i zagrał w filmie w reżyserii George’a Clooneya, Bar dobrych ludzi.

## Filmografia
| Rok       | Tytuł                            | Rola            | Uwagi              | Przypis |
| --------- | -------------------------------- | --------------- | ------------------ | ------- |
| 2016      | Bez zobowiązań                   | Spencer         | Serial telewizyjny | [ 2 ]   |
| 2017      | Teen Wolf: Nastoletni wilkołak   | Aaron           | Serial telewizyjny | [ 2 ]   |
| 2017–2019 | Runaways                         | Alex Wilder     | Serial telewizyjny | [ 2 ]   |
| 2018      | Kevin (Probably) Saves the World | Marc            | Serial telewizyjny | [ 1 ]   |
| 2020      | Prawie jak gwiazda rocka         | Ty              |                    | [ 1 ]   |
| 2021      | Nasze magiczne Encanto           | Camilo Madrigal | Głos               | [ 1 ]   |
| 2021      | American Horror Stories          | Chad            | Serial telewizyjny | [ 1 ]   |
| 2021      | Bar dobrych ludzi                | Wesley          |                    | [ 1 ]   |

## Nominacje
| Rok  | Nagroda                             | Kategoria                              | Produkcja | Reazultat | Przypis |
| ---- | ----------------------------------- | -------------------------------------- | --------- | --------- | ------- |
| 2018 | National Film and Television Awards | Najlepszy aktor w serialu telewizyjnym | Runaways  | Nominacja | [ 6 ]   |